# Gouaux-de-Luchon
 Gouaux-de-Luchon  là một xã thuộc tỉnh Haute-Garonne trong vùng Occitanie tây nam nước Pháp. Xã này nằm ở khu vực có độ cao trung bình 850 mét trên mực nước biển.